# Jack Torrance

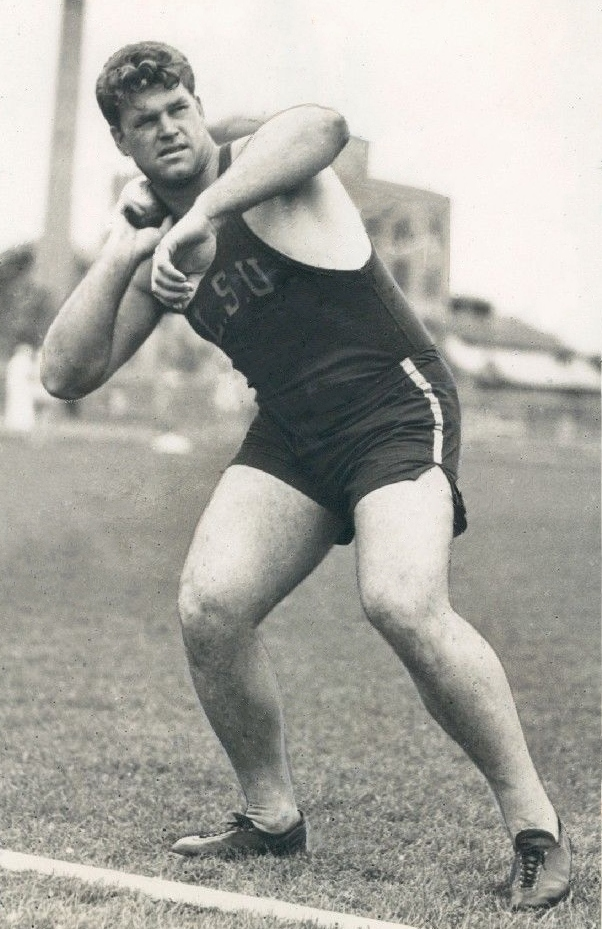
Jack Torrance (1933)

Jack Torrance (eigentlich: John Torrance; * 20. Juni 1912 in Weathersby, Mississippi; † 11. November 1969 in Baton Rouge, Louisiana) war ein US-amerikanischer Kugelstoßer, der in der ersten Hälfte der 1930er Jahre erfolgreich war. Er verbesserte mehrfach den Weltrekord, wobei der letzte 14 Jahre lang Bestand hatte.
Aufgrund seiner Maße (fast 2 m groß, Oberarmweite über 50 cm, 130 kg schwer) trug er die Beinamen „Baby Jack“ und „Baby Elephant“.
Jack Torrance begann seine sportliche Laufbahn als Football-Spieler an der Louisiana State University in Baton Rouge.
Von Beruf war Jack Torrance Polizist.

## Leistungen
- US-Meisterschaften
  - 1933: NCAA-Meister (16,10 m)
  - 1933: AAU-Meister Freiluft (15,67 m)
  - 1934: NCAA-Meister (16,63 m)
  - 1934: AAU-Meister Freiluft (16,90 m)
  - 1935: AAU-Meister Freiluft (15,70 m) und Halle (15,11 m)

- Weltrekorde
  - 16,30 m am 24. März 1934 in Lafayette (Verbesserung des bisherigen Rekords des Tschechen František Douda um 10 cm)
  - 16,80 m am 21. April 1934 in Des Moines (Verbesserung des bisherigen Rekords seines Landsmannes John Lyman um 32 cm)
  - 16,89 m am 30. Juni 1934 in Milwaukee
  - 17,40 m am 5. August 1934 in Oslo (Dieser Rekord wurde erst 1948 von dem US-Amerikaner Charles Fonville auf 17,68 m verbessert.)

- Olympische Spiele 1936 in Berlin
Offensichtlich außer Form, wurde er mit für ihn schwachen 15,38 m nur Fünfter. Es siegte der Deutsche Hans Woellke mit 16,20 m.